# Antares (cohete)
Antares, conocido como Taurus II durante sus primeros años de desarrollo, es un sistema de lanzamiento desechable desarrollado por Orbital Sciences Corporation (ahora parte de Northrop Grumman) y la Oficina de Diseño Yuzhnoye, para lanzar la nave espacial Cygnus a la Estación Espacial Internacional como parte de Programa COTS (Servicios Comerciales de Transporte Orbital) y CRS (Servicios Comerciales de Abastecimiento) de la NASA. Capaz de lanzar cargas útiles de más de 8,000 kg (18,000 lb) en órbita terrestre baja, Antares es actualmente el cohete más grande operado por Northrop Grumman. Antares se lanza desde el puerto espacial regional del Atlántico Medio e hizo su vuelo inaugural el 21 de abril de 2013.
La NASA otorgó a Orbital un Acuerdo de la Ley del Espacio de Servicios de Transporte Orbital Comercial (COTS) en 2008 para demostrar la entrega de la carga a la Estación Espacial Internacional. Para estas misiones COTS, Orbital pretende utilizar la Antares para lanzar su nave espacial Cygnus. Además, la Antares competirá por pequeñas y medianas misiones. Originalmente denominado como Taurus II, Orbital Sciences renombró el vehículo Antares, en honor a la estrella del mismo nombre, el 12 de diciembre de 2011.
Los primeros cuatro intentos de lanzamiento de Antares fueron exitosos. Durante el quinto lanzamiento el 28 de octubre de 2014, el cohete falló catastróficamente y el vehículo y la carga útil fueron destruidos. El error se remonta a un fallo en los motores de la primera etapa. Después de completar un programa de rediseño, el cohete tuvo un exitoso regreso al vuelo el 17 de octubre de 2016.

## Desarrollo
El premio COTS (Servicios Comerciales de Transporte Orbital) de la NASA fue para Estados unidos, proporcionando 171 millones de dólares, además, Orbital Sciences esperaba invertir $150 millones adicionales, divididos entre 130 millones de dólares para el refuerzo y 20 millones de dólares para la nave espacial. En 2008 se adjudicó un contrato de Servicio de reabastecimiento comercial de 1.9 mil millones de dólares para 8 vuelos. En abril de 2012, los costos de desarrollo se estimaron en 472 millones de dólares.
El 10 de junio de 2008, se anunció que el Puerto Espacial Regional del Atlántico Medio, anteriormente parte de la Instalación de Vuelo Wallops, en Virginia, sería el sitio principal de lanzamiento del cohete. La plataforma de lanzamiento 0A (LP-0A), utilizada anteriormente para el cohete Conestoga fallido, se modificaría para manejar Antares. Wallops permite lanzamientos que alcanzan la órbita de la Estación Espacial Internacional con la misma eficacia que los de Cabo Cañaveral, Florida, mientras están menos concurridos. El primer vuelo de Antares lanzó un simulador de masas Cygnus.
El 10 de diciembre de 2009, Alliant Techsystems Inc. (ATK) probó su motor Castor 30 para su uso en la segunda etapa del cohete Antares. En marzo de 2010, Orbital Sciences y Aerojet completaron los disparos de prueba de los motores NK-33. El 22 de febrero de 2013, se realizó con éxito una prueba de fuego caliente, la primera etapa completa se erigió en la plataforma y se mantuvo presionada mientras los motores dispararon durante 29 segundos.

## Diseño

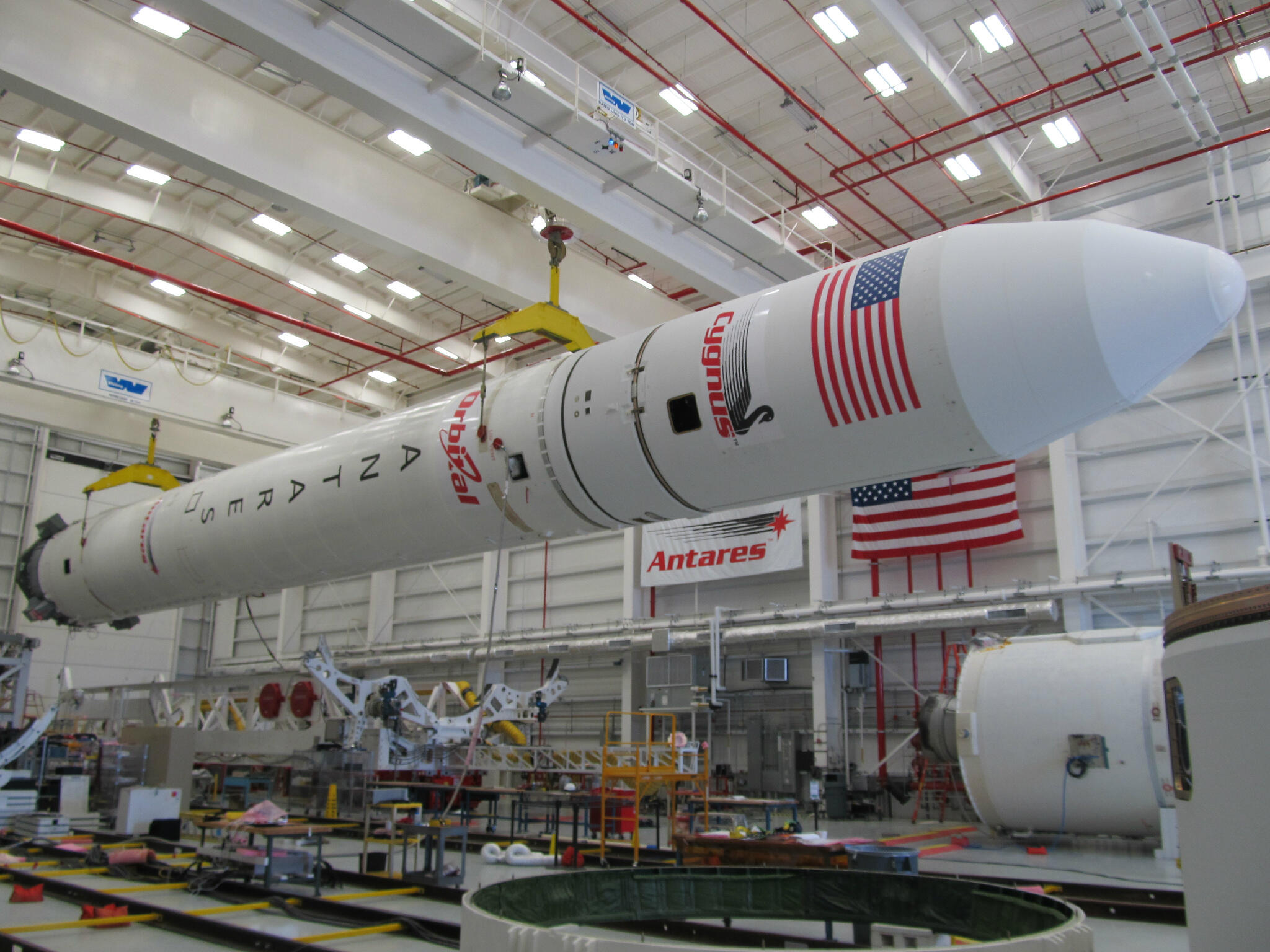
Un cohete Antares ensamblado en el Centro de Integración Horizontal.

### Primera etapa
La primera etapa de Antares quema RP-1 (queroseno) y oxígeno líquido (LOX). Como Orbital tenía poca experiencia con grandes etapas líquidas y propelente LOX, el núcleo de la primera etapa fue diseñado y fabricado en Ucrania por Yuzhnoye SDO e incluye tanques de propelente, tanques de presurización, válvulas, sensores, líneas de alimentación, tubos, cableado y otro tipo de hardware asociado. Al igual que el Zenit, también fabricado por Yuzhnoye, el vehículo Antares tiene un diámetro de 3,9m (150 pulgadas) con una cofia de carga útil de 3,9m.

#### Antares 100 series
La primera etapa de la serie Antares 100 fue impulsada por dos motores Aerojet AJ26. Estos comenzaron como motores Kuznetsov NK-33 construidos en la Unión Soviética a fines de los años 60 y principios de los 70, 43 de los cuales fueron comprados por Aerojet en los 90. Veinte de estos fueron restaurados en motores AJ26 para Antares. Las modificaciones incluyeron equipar los motores para hacer gimballing, agregar productos electrónicos de EE. UU. Y calificar los motores para que funcionen el doble del tiempo diseñado y para operar al 108% de su empuje original. Juntos produjeron 3,265 kilonewtons (734,000 lbf) de empuje al nivel del mar y 3,630 kN (816,100 lbf) al vacío.
Tras la falla catastrófica de un AJ26 durante las pruebas en el Centro Espacial Stennis en mayo de 2014 y la falla de lanzamiento de Orb-3 en octubre de 2014, probablemente causada por una turbobomba del motor, la serie 100 de Antares fue retirada.

#### Antares 200 series
Debido a las preocupaciones sobre la corrosión, el envejecimiento y el suministro limitado de motores AJ26, Orbital había seleccionado nuevos motores de primera etapa para licitar un segundo contrato importante a largo plazo para el reabastecimiento de carga de la ISS. Tras la pérdida del cohete Antares en octubre de 2014, Orbital Sciences anunció que el RD-181 ruso -una versión modificada del RD-191- sustituiría al AJ26 en la serie Antares 200. El primer vuelo de la configuración motorizada del Antares 230 fue el 17 de octubre de 2016, llevando la carga del Cygnus CRS OA-5 a la ISS.
Las primeras etapas de Antares 200 y 200+, están propulsados por dos motores RD-181, que proporcionan 440 kilonewtons (100.000 lbf) más de empuje que los motores duales AJ26 utilizados en el Antares 100. Orbital adaptó la etapa central existente para acomodar el mayor rendimiento de la Serie 200, permitiendo a la Antares entregar hasta 6.500 kg (14.300 lb) a la órbita terrestre baja. El rendimiento excedente de la Serie 200 de la Antares permitirá a Orbital cumplir su contrato de reabastecimiento de la Estación Espacial Internacional en solo cuatro vuelos adicionales, en lugar de los cinco que se habrían requerido con la Serie 100 de la Antares.
Aunque la serie 200 adaptó las etapas de la serie 100 (Yuzhnoye SDO / Yuzhmash, derivado de Zenit),, requiere que los motores RD-181 se aceleren menos, lo que reduce el rendimiento.
El Antares fue mejorado a Antares 230+ para el contrato de Servicios de Reabastecimiento Comercial 2 de la NASA. NG-12, lanzada el 2 de noviembre de 2019, fue la primera misión CRS-2 de la NASA a la Estación Espacial Internacional, usando las actualizaciones de la 230+.Las mejoras más significativas fueron cambios estructurales en la bahía del tanque intermedio (entre los tanques LO2 y RP-1) y en la bahía delantera (delante del LO2). Además, la compañía está trabajando en mejoras de la trayectoria a través de un "piloto automático de liberación de carga" que proporcionará una mayor capacidad de masa a la órbita.
Actualmente el Antares 230+ se encuentra retirado su último lanzamiento fue el 2 de agosto de 2023 a las 0:31 UTC llevando la misión de reabastecimiento Cygnus NG-19. Actualmente el Antares 230+ será reemplazado por el Falcon 9 de SpaceX en las misiones Cygnus.

### Segunda etapa
La segunda etapa, es un cohete de combustible sólido Orbital ATK Castor 30, desarrollado como un derivado del motor sólido Castor 120 utilizado en la primera etapa del Minotauro-C. Los dos primeros vuelos del Antares utilizaron un Castor 30A, que fue reemplazado por el Castor 30B mejorado para los vuelos posteriores. El Castor 30B produce un promedio de 293,4 kN (65.960 lbf), un empuje máximo de 395,7 kN (88.960 lbf), y utiliza un control electromecánico del vector de empuje. Para aumentar el rendimiento, está disponible el Castor 30XL más grande y se utilizará en los vuelos de reabastecimiento de la ISS para que la Antares pueda transportar el Cygnus mejorado.
La etapa superior del Castor 30XL para el Antares 230+ está siendo optimizada para el contrato CRS-2. El diseño inicial del Castor 30XL fue construido de forma conservadora, y después de ganar experiencia de vuelo se determinó que el componente estructural de la caja del motor podría aligerarse.

### Tercera etapa
Antares ofrece tres terceras etapas opcionales: la Etapa Bipropulsora (BTS), la basada en la Estrella 48 y un motor de Orión 38. La BTS se deriva del Satélite artificial de la nave espacial GEOStar de Orbital y utiliza el tetraóxido de nitrógeno y la hidracina como propulsor; su objetivo es colocar con precisión las cargas útiles en sus órbitas finales. La etapa basada en la Estrella 48 utiliza un motor de cohete sólido Star 48BV y se utilizaría para órbitas de mayor energía.[7] La Orión 38 se utiliza en los cohetes Minotauro y Pegasus como etapa superior.

### Cofia
La cofia de 3,9 metros de diámetro y 9,9 metros de altura es fabricada por Northrop Grumman de Iuka, Misisipi, que también construye otras estructuras compuestas para el vehículo, incluyendo el adaptador de cofia combinado, el dodecágono, el cono motor y el inter-etapas.

### Servicios de reabastecimiento comercial de la NASA-2: Mejoras
El 14 de enero de 2016, la NASA adjudicó tres contratos de carga a través de CRS-2. El Cygnus de Orbital ATK fue uno de estos contratos.
Según Mark Pieczynski, Vicepresidente de Orbital ATK, "Se está desarrollando una versión mejorada [del contrato de Antares para CRS-2] que incluirá: Actualizaciones del núcleo de la etapa 1, incluyendo refuerzos estructurales y optimización para acomodar el aumento de las cargas. (También) ciertas mejoras a los motores RD-181 y al motor CASTOR 30XL; además de, algunas mejoras en el alojamiento de la carga útil incluyendo una característica 'pop-top' incorporada en la cofia para permitir la carga tardía de Cygnus y la estructura optimizada del adaptador de la cofia".
Anteriormente, se entendía que estas mejoras planificadas de la serie Antares 230 crearían un vehículo conocido como la serie Antares 300. Sin embargo, cuando se le preguntó específicamente sobre el desarrollo de la serie Antares 300, el Sr. Pieczynski declaró que Orbital ATK "no ha decidido dar nombre a las actualizaciones, estamos trabajando en una serie 300". Esto todavía está por determinar".
En mayo de 2018, el director del programa Antares, Kurt Eberly, indicó que las actualizaciones se denominarán Antares 230+.

## Configuraciones y numeración

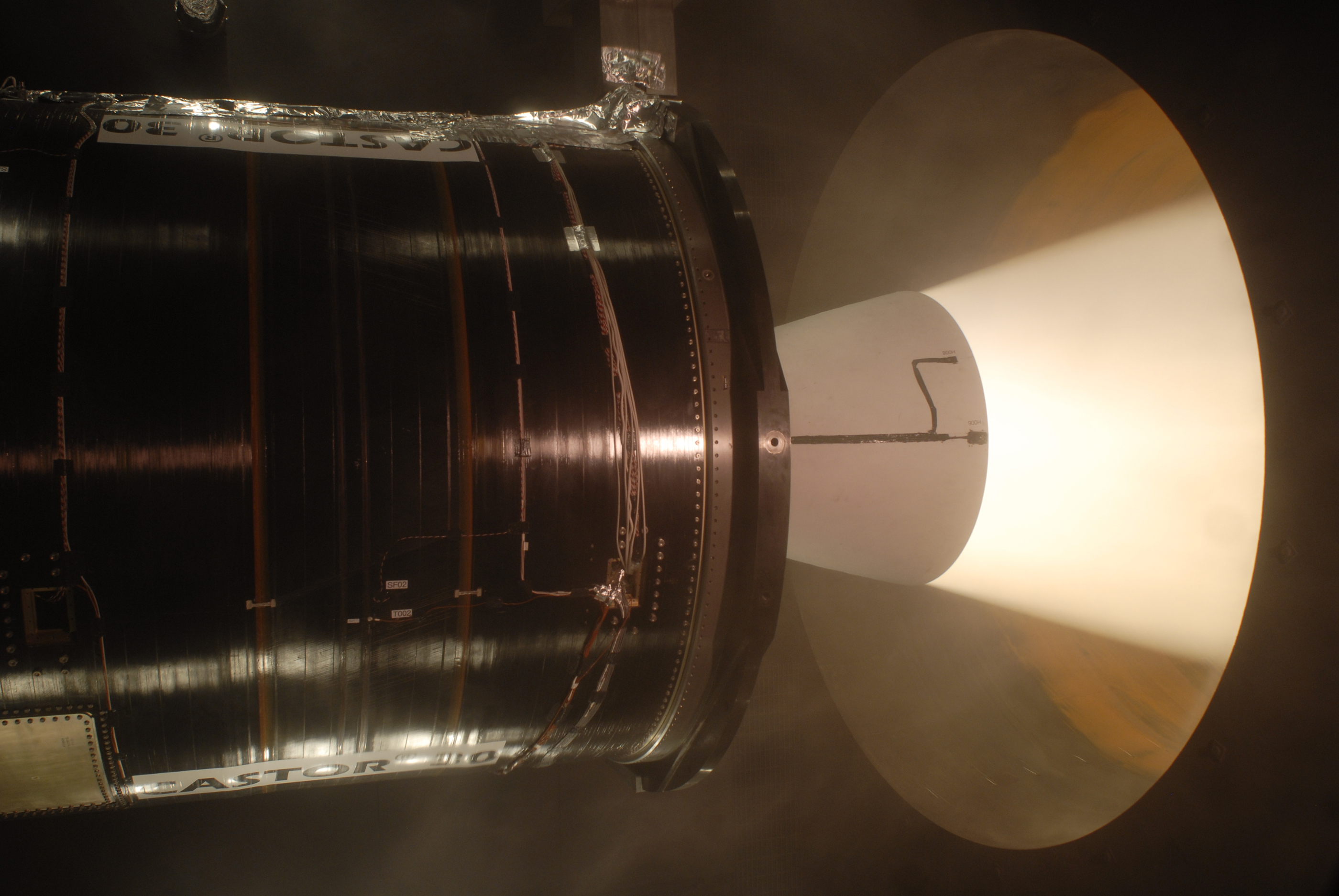
Un disparo de prueba de la segunda etapa del Castor 30.

Los dos primeros vuelos de prueba utilizaron una segunda etapa del Castor 30A. Todos los vuelos posteriores utilizarán una Castor 30B o una Castor 30XL. La configuración del cohete se indica con un número de tres dígitos y un posible sufijo "+", el primer número representa la primera etapa, el segundo el tipo de la segunda etapa y el tercero el tipo de la tercera etapa. Un signo + añadido como sufijo (cuarta posición) significa mejoras en el rendimiento de la variante Antares 230.
| Número | Primer dígito                                          | Segundo dígito                     | Tercer dígito        | Cuarto sitio                                              |
| Número | (Primero etapa)                                        | (Etapa de segundo)                 | (Etapa de tercio)    | (Mejoras)                                                 |
| ------ | ------------------------------------------------------ | ---------------------------------- | -------------------- | --------------------------------------------------------- |
| 0      |                                                        |                                    | No hay tercera etapa |                                                           |
| 1      | Bloque 1 primera etapa (2 × AJ26-62)                   | Castor30A N/A después del bloque 1 | BTS (3 × IHI BT-4)   |                                                           |
| 2      | Bloque 1 primera etapa (Adaptado a RD-181)(2 × RD-181) | Castor 30B                         | Estrella 48BV        |                                                           |
| 3      | Castor 30XL                                            | Orion 38                           |                      |                                                           |
| +      |                                                        |                                    |                      | La primera etapa del bloque 2 y las mejoras del Castor XL |

## Misiones destacables

### Antares A-ONE
Originalmente programado para 2012, el primer lanzamiento de la Antares, designado A-ONE se realizó el 21 de abril de 2013, llevando el Simulador de Masa Cygnus y cuatro CubeSats contratados por Spaceflight Incorporated:  Dove 1 para Cosmogia Incorporated (ahora Planet Labs) y tres satélites PhoneSat -Alexander, Graham y Bell para la NASA.
Antes del lanzamiento, el 22 de febrero de 2013 se realizó con éxito una prueba de disparo de 27 segundos de los motores del cohete AJ26, tras un intento el 13 de febrero que fue abandonado antes del despegue.
A-ONE utilizó la configuración Antares 110, con una segunda etapa Castor 30A y sin una tercera etapa. El lanzamiento tuvo lugar desde la plataforma 0A del Puerto Espacial Regional del Atlántico Medio en la Isla Wallops, Virginia. El LP-0A era un antiguo complejo de lanzamiento del Conestoga (fue un lanzador orbital) que solo se había utilizado una vez antes, en 1995, para el único intento de lanzamiento orbital del Conestoga. El Antares se convirtió en el mayor -y primer- cohete de combustible líquido que voló desde la Isla de Wallops, así como en el mayor cohete lanzado por Orbital.
El lanzamiento o intento/ensayo de lanzamiento fue abortado, el 17 de abril de 2013, después de que se desprendiera un umbilical de la segunda etapa del cohete, y más tarde un segundo intento, el 20 de abril, que fue abortado debido a los vientos de gran altitud. En el tercer intento, el 21 de abril, el cohete despegó al principio de su ventana de lanzamiento. La ventana de lanzamiento para los tres intentos fue de tres horas comenzando a las 21:00 UTC (17:00 EDT), acortándose a dos horas al comienzo del conteo terminal, y diez minutos después [se necesita una aclaración] en el conteo.

### Cygnus CRS Orb-3

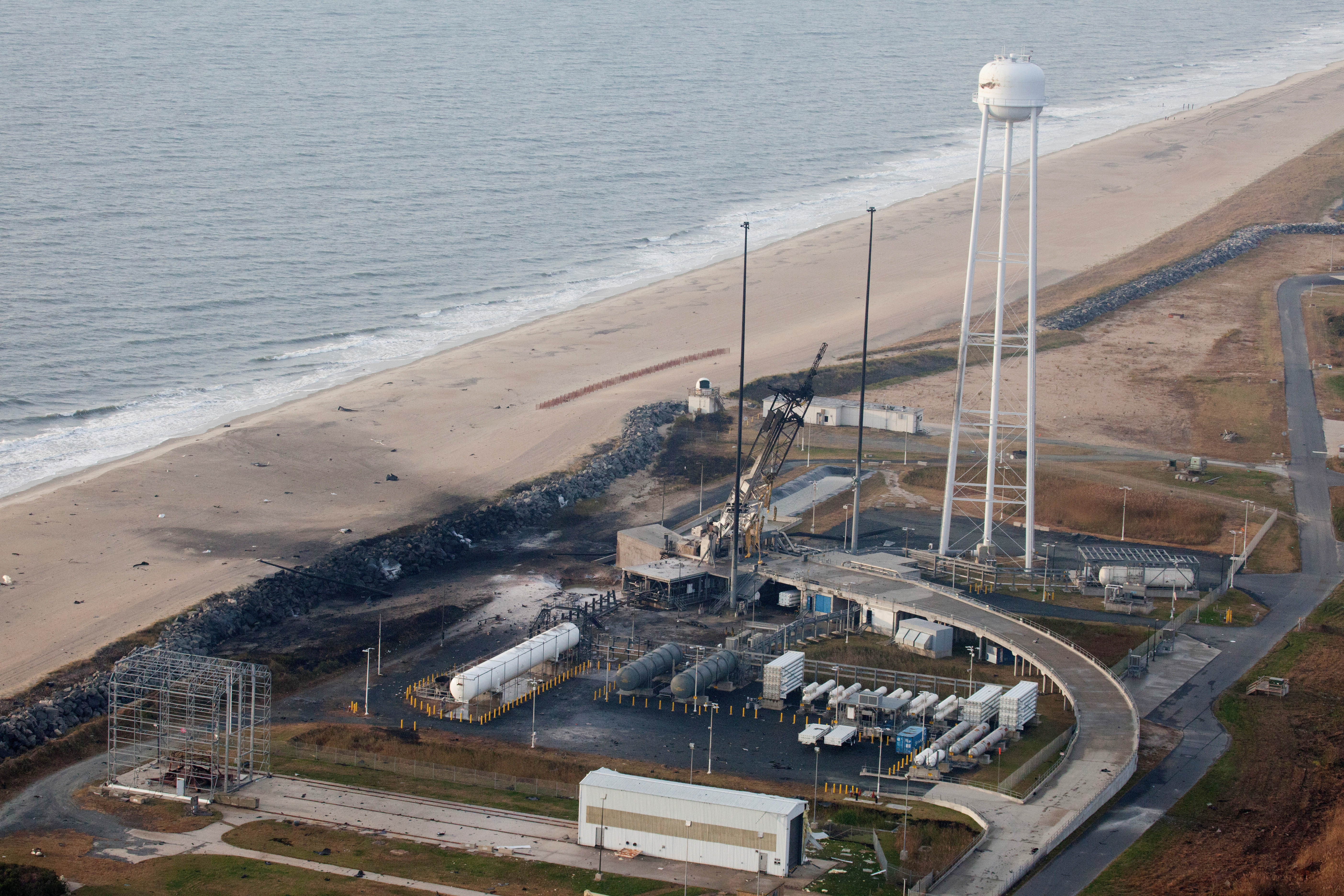
El Pad 0A después del incidente.

El 28 de octubre de 2014, el intento de lanzamiento de un Antares que transportaba una nave de carga Cygnus en la misión de reabastecimiento Orb-3 fracasó catastróficamente seis segundos después de despegar del Puerto Espacial Regional del Atlántico Medio en la Instalación de Vuelo de Wallops, Virginia. Se produjo una explosión en la sección de empuje justo cuando el vehículo se despejó de la torre y cayó de nuevo sobre la plataforma de lanzamiento. El oficial de seguridad del campo de tiro envió el comando de destrucción justo antes del impacto. No hubo heridos. Orbital informó que la plataforma de lanzamiento 0A "escapó a daños significativos", aunque las estimaciones iniciales para las reparaciones estaban en el rango de los 20 millones de dólares. Orbital formó un consejo de investigación de anomalías para investigar la causa del incidente. Lo rastrearon hasta encontrar un fallo de la primera etapa de la turbobomba LOX, pero no pudieron encontrar una causa más específica. Sin embargo, se sospechó que los motores NK-33 restaurados, originalmente fabricados más de 40 años antes y almacenados durante décadas, tenían fugas, corrosión o defectos de fabricación que no habían sido detectados. El Informe de Investigación de Accidentes de la NASA fue más directo en su evaluación de la falla. El 6 de octubre de 2015, casi un año después del accidente, la plataforma 0A fue restaurada para su uso. Los costes totales de reparación fueron de unos 15 millones de dólares.
Tras el fracaso, Orbital trató de adquirir servicios de lanzamiento para su nave espacial Cygnus a fin de cumplir su contrato de carga con la NASA, y el 9 de diciembre de 2014, Orbital anunció que al menos uno, y posiblemente dos, vuelos de Cygnus se lanzarían en cohetes Atlas V desde la estación de la Fuerza Aérea de Cabo Cañaveral. En ese momento, Cygnus OA-4 y Cygnus OA-6 fueron lanzados con un Atlas V y el Antares 230 realizó su primer vuelo con Cygnus OA-5 en octubre de 2016. Otra misión fue lanzada a bordo de un Atlas en abril de 2017 (Cygnus OA-7), cumpliendo las obligaciones contractuales de Orbital con la NASA. Le siguió el Antares 230 en servicio regular con Cygnus OA-8E en noviembre de 2017, con tres misiones más programadas en su contrato ampliado.

## Lanzamientos futuros
| Tiempo / de fecha (UTC) | Variante de cohete | Sitio lanzador | Carga útil                | Órbita            | Usuario |
| ----------------------- | ------------------ | -------------- | ------------------------- | ----------------- | ------- |
| Octubre de 2020         | Antares 230+       | MARS pad 0A    | Cygnus (Mejora) CRS NG-14 | Tierra baja (ISS) | NASA    |
| Octubre de 2020         |                    |                |                           |                   |         |
| 2.º Trimestre 2021      | Antares 230+       | MARS pad 0A    | Cygnus (Mejora) CRS NG-15 | Tierra baja (ISS) | NASA    |
| 2.º Trimestre 2021      |                    |                |                           |                   |         |

## Secuencia de lanzamiento
La siguiente tabla muestra una secuencia típica de lanzamiento de los cohetes de la serie Antares-100, por ejemplo, para lanzar una nave espacial Cygnus en una misión de reabastecimiento de carga a la Estación Espacial Internacional.
| Tiempo de misión | Acontecimiento                                                              | Altitud         |
| ---------------- | --------------------------------------------------------------------------- | --------------- |
| T− 03:50:00      | Lanzar la llamada de gestión a las estaciones                               |                 |
| T− 03:05:00      | Sondeo para iniciar el enfriamiento del sistema de carga de oxígeno líquido |                 |
| T− 01:30:00      | Encuesta de preparación para iniciar la carga de propulsor                  |                 |
| T− 00:15:00      | Cygnus/payload cambiado a la energía interna                                |                 |
| T− 00:12:00      | Sondeo para la cuenta atrás final y el enfriamiento de flujo medio del MES  |                 |
| T− 00:11:00      | Transportador erector lanzador (TEL) armado para una rápida retracción      |                 |
| T− 00:05:00      | La aviónica de la Antares cambió a la energía interna                       |                 |
| T− 00:03:00      | Inicio de la autosecuenciación (recuento terminal)                          |                 |
| T− 00:02:00      | Presurizar los tanques de propulsión                                        |                 |
| T− 00:00:00      | Encendido del motor principal                                               |                 |
| T+ 00:00:02.1    | Despegue                                                                    | 0               |
| T+ 00:03:55      | Corte del motor principal (MECO)                                            | 102 km (63 mi)  |
| T+ 00:04:01      | La primera etapa de separación                                              | 108 km (67 mi)  |
| T+ 00:05:31      | Separación de la cofia                                                      | 168 km (104 mi) |
| T+ 00:05:36      | Separación entre etapas                                                     | 170 km (106 mi) |
| T+ 00:05:40      | La ignición de la fase dos                                                  | 171 km (106 mi) |
| T+ 00:07:57      | Fase dos de agotamiento                                                     | 202 km (126 mi) |
| T+ 00:09:57      | Separación de la carga útil                                                 | 201 km (125 mi) |